# Toy Soldiers Parachute Drop
Toy Soldiers Parachute Drop is een paratower in de attractieparken Walt Disney Studios Park en Hong Kong Disneyland en staat in het teken van de groene speelgoedsoldaten uit de films van Toy Story. De attractie bestaat uit een 25 meter hoge groene toren waaraan zes gondels met kabels verbonden zijn. Tijdens de rit worden de gondels omhoog en omlaag getrokken.

## Locaties

### Walt Disney Studios Park
Toy Soldiers Parachute Drop in Walt Disney Studios Park is geopend op 17 augustus 2010 en was daarmee de eerste versie van deze attractie in de Disney Parken. De attractie staat in Toy Story Playland dat onderdeel is van het themagebied Worlds of Pixar. De 25 meter hoge toren bevat naast een reguliere wachtrij ook uit een single riders-rij. In de wachtrij, die deels overdekt is, bevinden zich allerlei militaire attributen. Ook is er een uitvergrote Playskool babyfoon te zien.

### Hong Kong Disneyland
Toy Soldiers Parachute Drop in Hong Kong Disneyland is in november 2011 geopend en staat in het themagebied Toy Story Playland. De attractie is vrijwel identiek aan de versie in het Walt Disney Studios Park, evenals de aankleding.

## Afbeeldingen

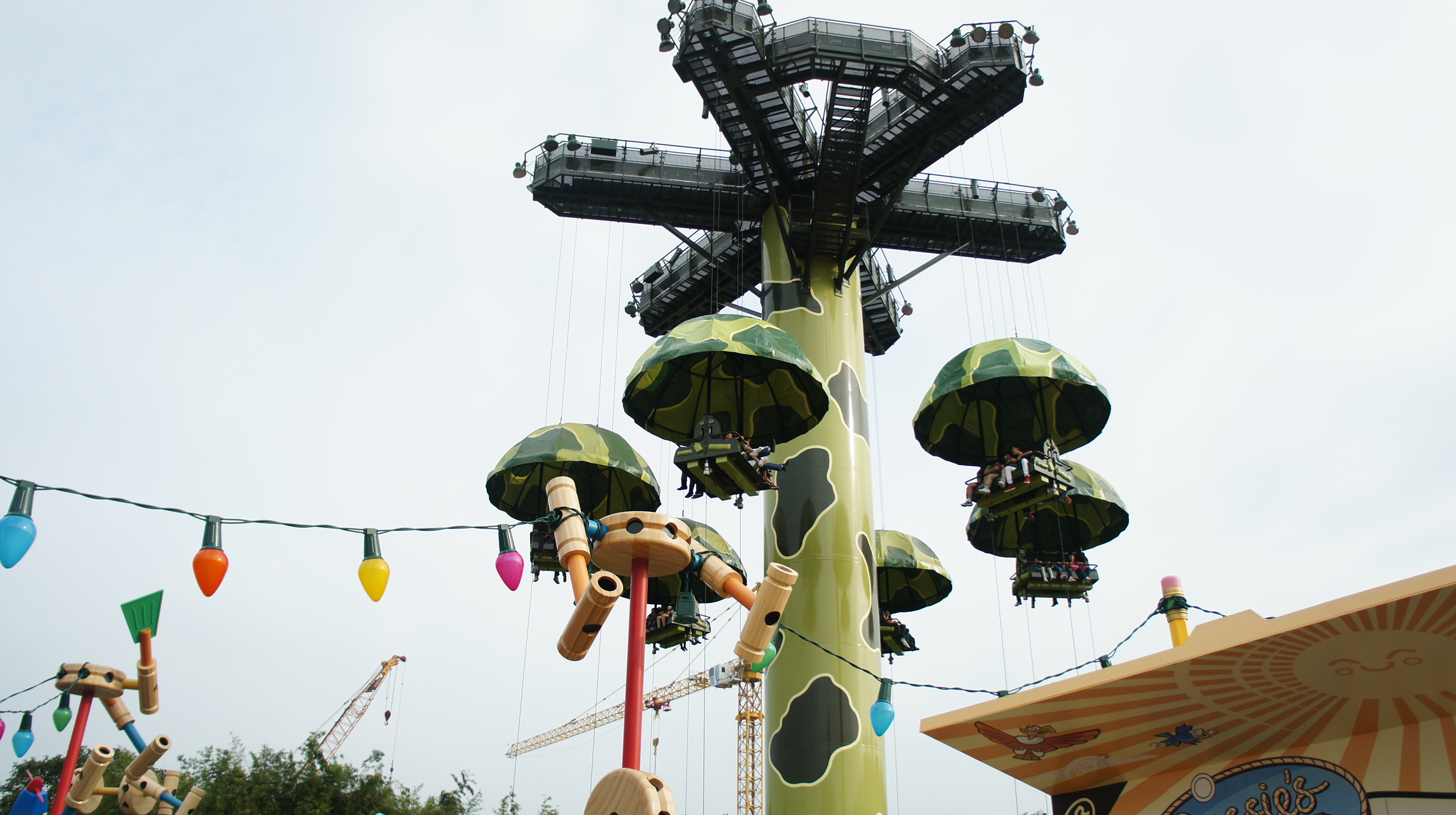
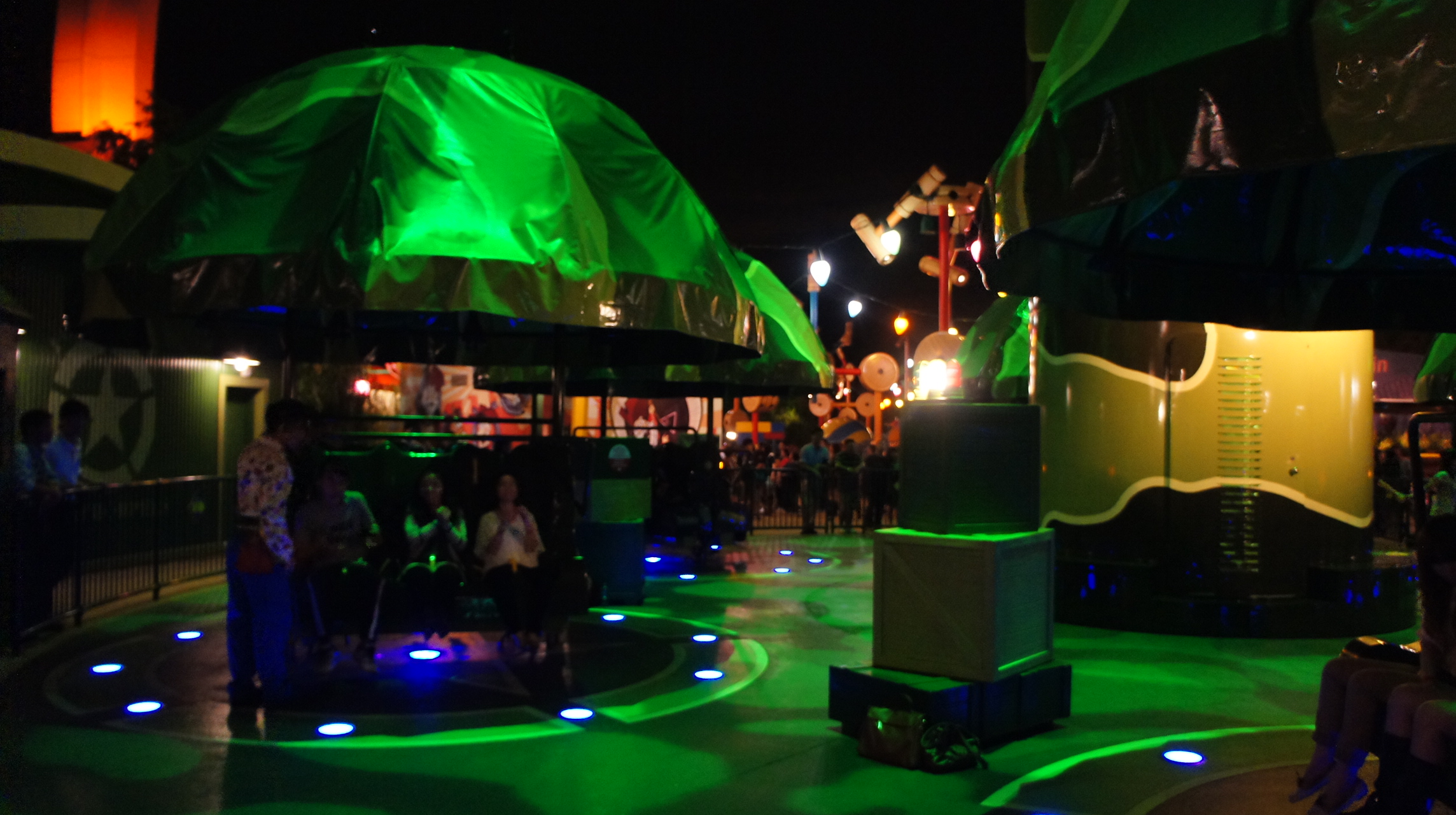
Attractie in de avonduren

Disneyland Paris · Lijst van attracties in Walt Disney Studios Park · afbeeldingen
Hong Kong Disneyland Resort · Lijst van attracties in Hong Kong Disneyland · Sleeping Beauty Castle · afbeeldingen